# Storia dell'elettrochimica
La storia dell'elettrochimica ha visto il susseguirsi di numerose tappe fondamentali nel corso della sua evoluzione, spesso correlate con lo sviluppo di diverse branche della chimica e della fisica: essa trae infatti origine dalla scoperta dei principi del magnetismo all'inizio del XVI e XVII secolo e prosegue fino alle teorie sulla conduttività e sul trasporto della carica elettrica.
Il termine elettrochimica riguarda lo studio dei processi in cui avviene la trasformazione di energia chimica in energia elettrica e viceversa. Tale termine venne utilizzato durante il XIX e XX secolo facendo riferimento ad un ambito prevalentemente teorico, relegato alla ricerca laboratoriale; con il passare del tempo tale termine ha acquisito un ulteriore significato applicativo, grazie alle molteplici applicazioni delle teorie dell'elettrochimica (anche in ambito industriale), tra cui: le pile, gli accumulatori, le pile a combustibile, lo sviluppo di metodi per prevenire la corrosione dei metalli, le tecniche di raffinazione attraverso elettrolisi e lo sviluppo di metodi elettroanalitici (ad esempio la voltammetria, l'amperometria e l'elettroforesi).

## La nascita dell'elettrochimica
Sebbene si possa parlare di elettrochimica nel senso scientifico del termine solo a partire dalla fine del XVIII secolo (in concomitanza con gli studi degli italiani Luigi Galvani e Alessandro Volta), si ritrovano alcune testimonianze di processi elettrochimici anche di molto antecedenti a questa data. Ad esempio negli scritti dello storico bizantino Zosimo (vissuto nel V secolo d.C.) viene descritto un metodo per ricoprire il ferro con uno strato di rame; tale metodo consiste nell'immergere il ferro in una soluzione di un sale di rame.

Nel 1772 lo studioso Giovanni Battista Beccaria scoprì che facendo passare una scintilla (ad esempio ottenuta da una batteria di bottiglie di Leida) sull'ossido di zinco poteva essere prodotto zinco.

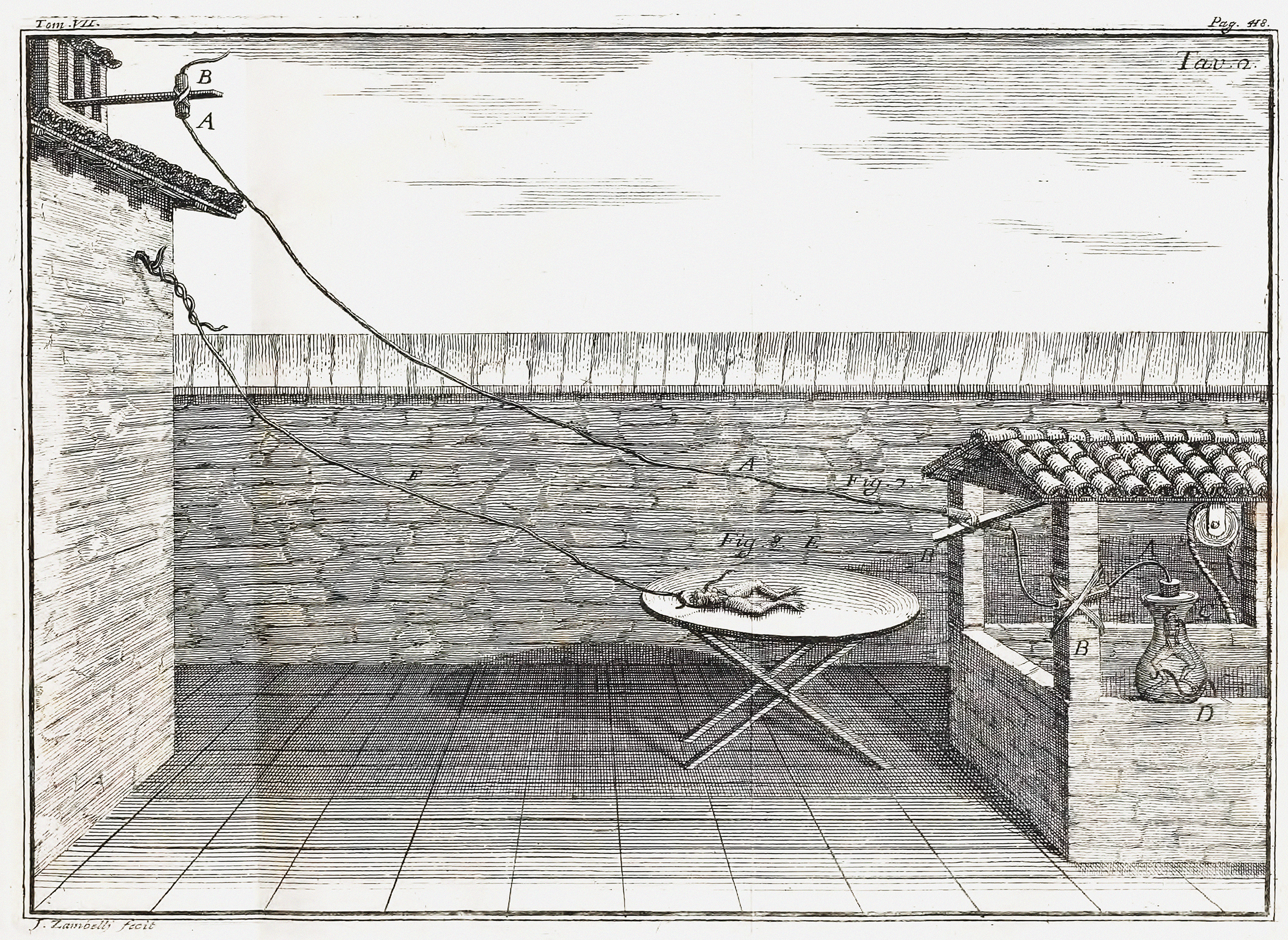
Esperimento di Luigi Galvani sull'elettricità animale. Il disegno illustra l'eccitazione a distanza del nervo crurale di una rana per effetto di una scintilla rilasciata dal conduttore di una macchina elettrostatica.

La nascita dell'elettrochimica coincide con gli esperimenti di Luigi Galvani sull'elettricità animale, descritti nel suo saggio De Viribus Electricitatis in Motu Musculari Commentarius (1791). Gli esperimenti di Galvani consistevano nel collegare a degli elettrodi i muscoli di una rana dissezionata. Nel suo saggio Galvani asserì che i tessuti animali siano impregnati da una "forza vitale", che egli chiamò "elettricità animale", la quale attiva il muscolo quando questo è posto a contatto con due metalli differenti. Egli credeva che tale forma di elettricità fosse differente da quella generata dai fulmini o prodotta artificialmente per strofinamento e paragonò i muscoli alle superfici elettrizzate di una bottiglia di Leida. A tale spiegazione si contrappose quella di Alessandro Volta, il quale pensava che i muscoli si comportassero come un elettroscopio, per cui la causa reale della contrazione muscolare fosse dovuta a quella che lui definì "elettricità metallica", originata dalla differente natura dei metalli posti a contatto. A partire da tali considerazioni, nel 1799 Alessandro Volta costruì la prima pila, chiamata appunto "pila di Volta". Tale dispositivo era costituito da diversi elementi disposti "a pila" (da cui il nome), ciascuno formato a sua volta da un dischetto di rame e un dischetto di zinco separati da feltro o cartone imbevuto da una soluzione acquosa.

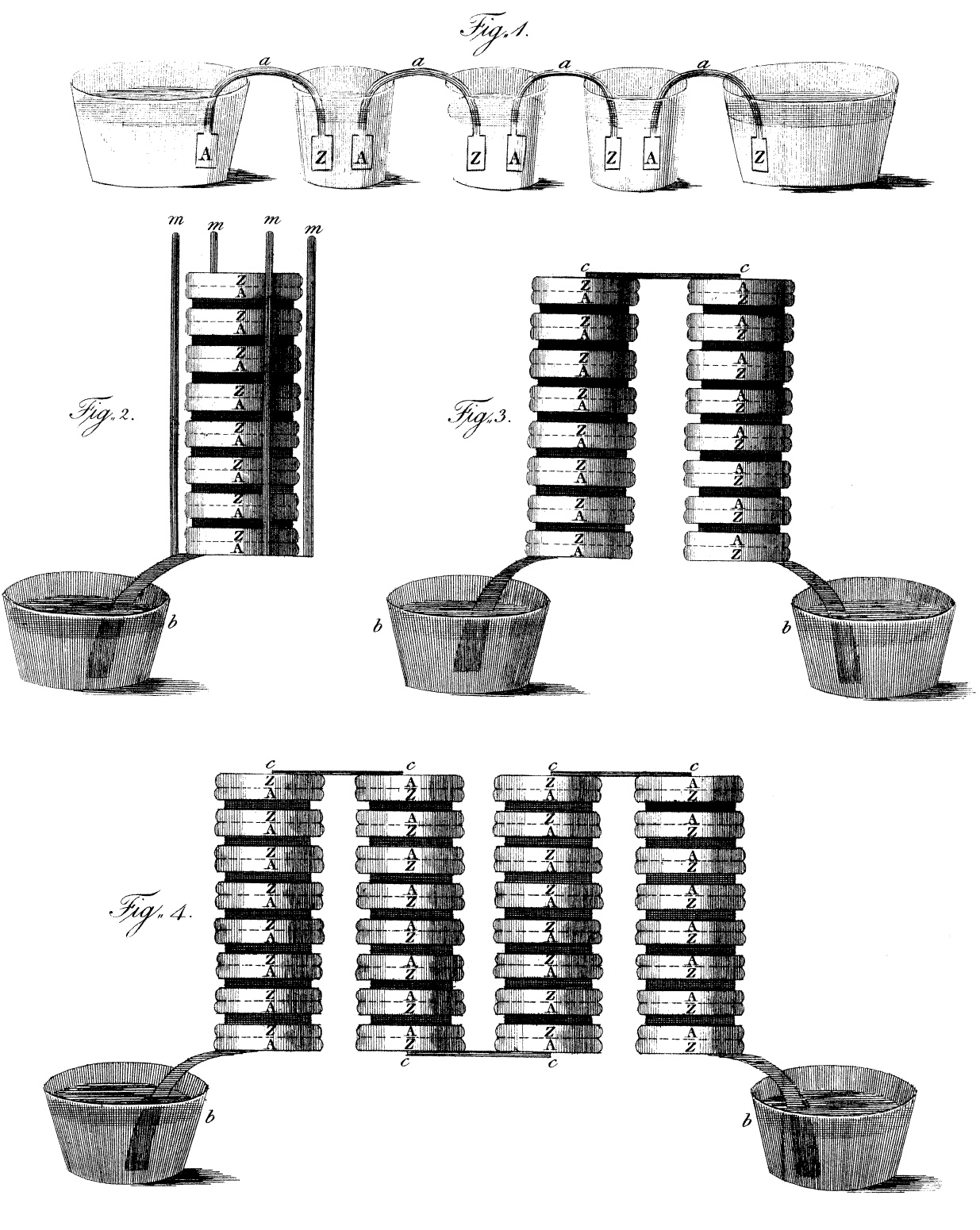
Disegni della pila a corona di tazze e varie configurazioni di pila a colonna, inclusi nella lettera inviata da Volta a sir Joseph Banks per annunciargli la sua invenzione.

L'invenzione di Volta venne annunciata in una lettera rivolta a Joseph Banks, presidente della Royal Society di Londra, datata 20 marzo 1800, in cui lo stesso Volta ne diede anche la prima descrizione; nel 1801 la pila di Volta venne quindi presentata all'Institut National des Sciences et Arts.
La pila di Volta venne denominata inizialmente organo elettrico artificiale oppure apparato elettromotore; venne poi battezzata pila per via della sua struttura caratteristica.

## Le prime applicazioni pratiche
La pila di Volta presentava un potenziale di cella molto basso, a causa del fatto che la soluzione acquosa interposta tra i dischetti di rame e zinco fuoriusciva facilmente, a causa del peso dei dischi metallici che schiacciavano le rotelle di feltro o cartone intrise di tale soluzione. Per tale motivo furono realizzate delle varianti della comune pila di Volta (o "pila a colonna") che potessero ovviare a tale problema; tali varianti erano:
- la "pila a trogoli" (o "pila a cassetta"), nella quale gli elementi metallici erano costituiti da lastre di zinco e rame saldate a due a due, inserite all'interno di una cassetta di legno orizzontale, per cui si venivano a formare dei compartimenti (o "trogoli") in cui veniva versata la soluzione acquosa;[7] tale variante fu ideata da William Cruickshank nel 1802;[8][9]
- la "pila a tazze" (o "pila a corona di tazze"), nella quale gli elementi metallici erano costituiti da singole lastre di zinco e di rame; ciascuna coppia di lastre era inserita all'interno di una "tazza" di vetro (da cui il nome);[10] tale variante era già presente nei primi disegni di Alessandro Volta;
- la "pila di Wollaston", in cui il catodo di rame era ripiegato a forma di U e circondava l'anodo in zinco, disposto al centro; gli elettrodi erano immersi in una vaschetta contenente la soluzione elettrolitica;[11] tale configurazione fu ideata tra il 1813 e il 1815 da William Hyde Wollaston.[8]

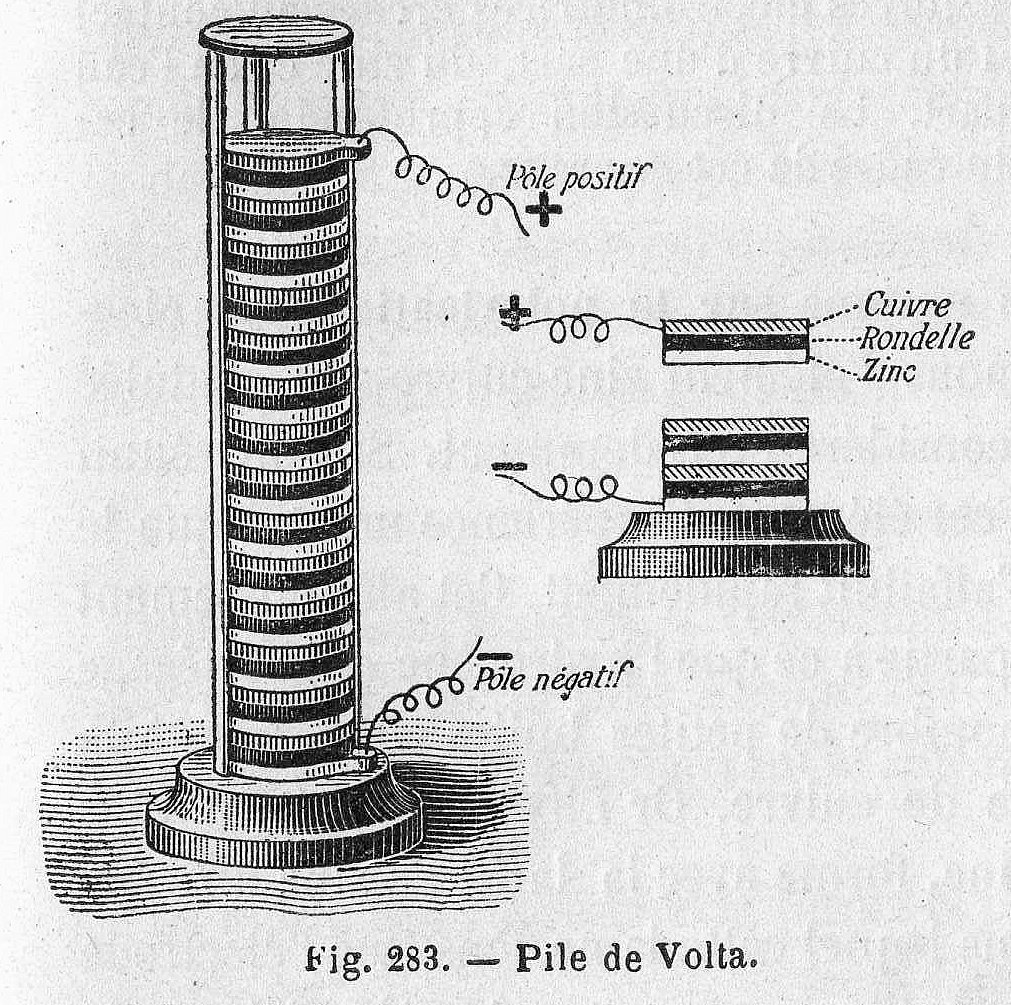
Pila a colonna
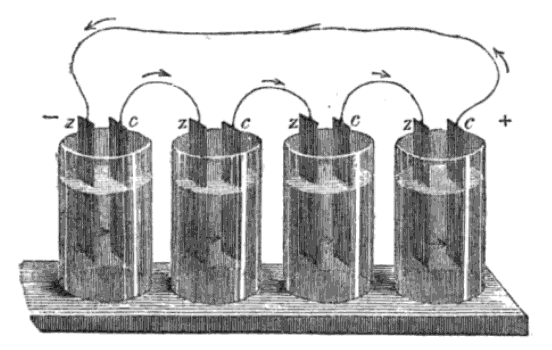
Pila a tazze
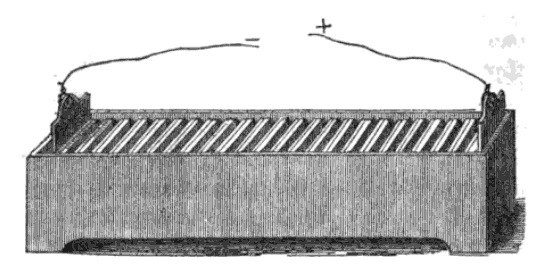
Pila a trogoli
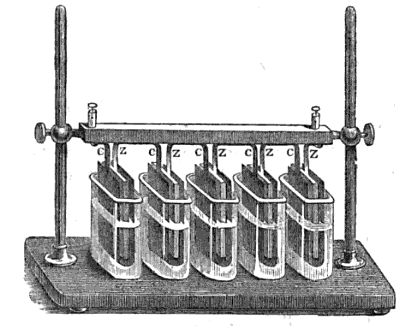
Pila di Wollaston

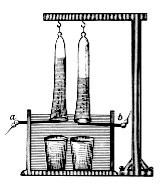
Apparecchiatura utilizzata da Johann Wilhelm Ritter per svolgere l'elettrolisi dell'acqua.

Nel 1800 Banks mostrò la lettera di Volta a Anthony Carlisle, il quale assieme a William Nicholson costruì la pila secondo lo schema di Volta; dopo avere costruito la pila, nel tentativo di misurare la carica posseduta dai piatti della pila, Carlisle e Nicholson versarono un po' di acqua sugli elettrodi e si accorsero che si aveva sviluppo di gas.
Qualche mese dopo, i chimici inglesi William Nicholson e Johann Wilhelm Ritter ripeterono l'esperimento di Carlisle e Nicholson sull'elettrolisi, riuscendo a separare l'acqua in idrogeno e ossigeno. Poco dopo Ritter mise a punto la prima apparecchiatura per lo svolgimento della galvanostegia, un processo che permette di ricoprire tramite deposizione elettrolitica un metallo con un sottile strato di un metallo di natura differente. Durante le sue esperienze sulla galvanostegia, Ritter scoprì inoltre che la quantità di metallo depositato dipende dalla distanza alla quale sono posti gli elettrodi.
Intorno al 1802 risalgono i primi esperimenti di galvanoplastica ad opera dello scienziato pavese Luigi Valentino Brugnatelli, amico personale di Alessandro Volta, che insieme a lui condusse studi sulle applicazioni della Pila di Volta. In particolare Brugnatelli riuscì a ricoprire gli elettrodi di carbone con uno strato di materiale metallico.
Nel 1803 Giovanni Aldini, nipote di Galvani, svolse ulteriori esperimenti sul galvanismo utilizzando anche la pila di Volta durante i suoi esperimenti; in particolare suscitò scalpore un suo esperimento sul corpo umano di un certo George Forster, condannato a morte: infatti durante tale esperimento il corpo rispondeva all'applicazione degli elettrodi con bruschi movimenti dei muscoli, come se il corpo stesse rianimandosi. Aldini concluse da tale esperimento che l'applicazione degli elettrodi aveva delle forti ripercussioni sui muscoli e sul sistema nervoso, ma non riusciva a rianimare il cuore.

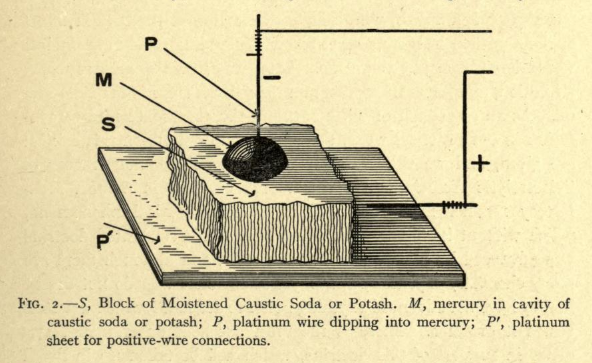
Schema dell'apparecchiatura utilizzata da Humphry Davy per isolare il sodio e il potassio.

A partire dal 1807, sfruttando una cella elettrolitica collegata ad una pila di Volta costituita da 274 elementi, Sir Humphry Davy isolò a partire dai composti che li contenevano il sodio (1807), il potassio (1807), lo stronzio (1807), il calcio (1808), il magnesio (1808) e il litio. Da tali esperienze Davy dedusse che l'elettricità svolgeva delle modifiche chimiche alle sostanze e che tali sostanze dovevano essere costituite da specie chimiche aventi carica opposta.

Successivamente (nel 1824) Humphry Davy scoprì la tecnica della protezione catodica, che proteggendo i metalli dalla corrosione permise l'adozione di scafi delle imbarcazioni in metallo. In particolare, egli propose di installare dei blocchi di ferro alla copertura in rame di una nave. Ciò comportò la prevenzione dalla corrosione del rame, il ferro annullava le proprietà protettive degli ossidi di rame che si formano in seguito alla corrosione del rame immerso in acqua di mare, che impediscono la crescita di molluschi sullo scafo, che così necessitava di lunghe operazioni di pulitura in cantiere.
Intorno al 1820 Robert Hare inventò il "deflagratore galvanico" o "calorimotore", un dispositivo simile ad una pila di Volta ma dotato di piatti molto larghi; tale dispositivo era utilizzato per svolgere combustioni intense e in tempi rapidi; una versione modificata del deflagratore galvanico di Hare venne utilizzata nel 1823 per volatilizzare e fondere il carbone; inoltre nel 1831 fu verificato che se il deflagratore veniva immerso in un liquido ne provocava l'innalzamento di temperatura, fino a raggiungimento dell'ebollizione.

Il deflagratore di Hare era costituito da 80 fogli di zinco (delle dimensioni di circa 15×23 cm) e altrettanti fogli di rame (delle dimensioni di circa 15×35 cm), piegati su se stessi; i fogli di rame avevano dimensioni maggiori, in quanto dovevano circondare completamente i fogli di zinco. Gli 80 elementi in rame e zinco venivano immersi in altrettanti contenitori in vetro, contenenti una soluzione acquosa; nel momento dell'immersione aveva origine la scarica, con intensa produzione di energia termica e luminosa.
Nel 1826 Kemp utilizzò per la prima volta un elettrodo costituito da un amalgama di zinco.
Nel 1829 Antoine César Becquerel costruì una pila in cui l'intensità di corrente si manteneva costante per un'ora. Becquerel inoltre si aggiudicò la Medaglia Copley nel 1837 per avere estratto elettroliticamente lo zolfo dai suoi minerali. Nel 1839 lo stesso Becquerel scoprì l'effetto fotoelettrico, osservando il comportamento di un elettrodo immerso in una soluzione avente elevata conduttività.
Nel 1830 William Sturgeon, utilizzando un amalgama di zinco, costruì un'altra pila che aveva una durata di esercizio maggiore della pila di Volta.
Nel 1833 Michael Faraday (che diffuse l'utilizzo di termini quali elettrolita, elettrodo, anodo, catodo, catione, anione, ione, coniati precedentemente da William Whewell) presentò quelle che verranno chiamate "leggi di Faraday sull'elettrolisi", le quali correlano la massa di sostanza prodotta durante l'elettrolisi con la quantità di carica elettrica consumata.

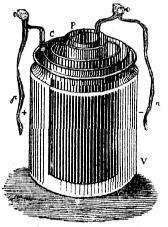
Pila Daniell

Al 1836 risale l'invenzione della pila Daniell da parte di John Frederic Daniell; grazie a tale pila venivano risolte definitivamente le difficoltà associate alla breve durata di esercizio della pila di Volta (causate dallo sviluppo di idrogeno all'interno della pila). La pila Daniell utilizzava elettrodi in rame e zinco come la pila di Volta, ma a differenza di questa tali elettrodi venivano immersi in due semicelle separate da un ponte salino, in modo da diminuire gli effetti della polarizzazione e lo sviluppo di idrogeno.
Tra il 1837 e il 1839 Spenser e Jacobi diedero l'impulso per la nascita dell'elettrometallurgia.
L'avvento delle celle a combustibile ebbe luogo nel 1838, quando Christian Friedrich Schönbein ne illustrò i principi teorici. Allo stesso anno risale il primo esperimento sull'elettroformatura, eseguito da Moritz von Jakobi; la tecnica dell'elettroformatura venne utilizzata per operazioni di conio.

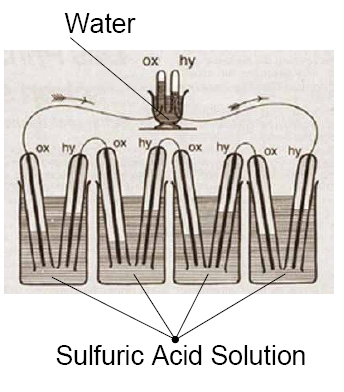
Schema della cella a combustibile di Grove del 1839

Sempre nel 1838 si ebbe l'invenzione della pila di Grove da parte di William Robert Grove; la pila di Groove era costituita da un anodo di zinco immerso in una soluzione diluita di acido solforico e un catodo di platino immerso in una soluzione concentrata di acido nitrico; a causa dell'elevato potenziale di cella (pari a 1,9 volt), tale pila fu preferita alla pila Daniell negli anni 1840-1860 per fornire energia ai telegrafi americani; successivamente la pila di Grove venne abbandonata a causa della sua tossicità; tale pila infatti liberava fumi di diossido di azoto (NO2). Nel 1839 Grove inventò inoltre la prima cella a combustibile, invertendo il processo di elettrolisi dell'acqua, cioè producendo acqua ed energia elettrica a partire da idrogeno e ossigeno. Grove pubblicò i risultati della sua cella a combustibile nel febbraio del 1839 sulla rivista Philosophical Magazine and Journal of Science e ne fornì un'illustrazione nel 1842, sulla stessa rivista.
Al 1840 risale l'invenzione della pila di Smee, che ricalca la configurazione ad U della pila di Wollaston, ma a differenza di questa l'elettrodo esterno (piegato ad U) era costituito da argento platinato, mentre lo zinco costituiva l'elettrodo interno.
Nel 1841 Robert Wilhelm Eberhard Bunsen inventò la pila di Bunsen a partire dalla pila di Grove, dalla quale si differenziava per l'utilizzo di un catodo a carbone al posto del costoso catodo di platino della pila di Grove; grazie a tale modifica, che ne abbatteva i costi, la pila di Bunsen poteva essere prodotta su larga scala.
Nel 1842 Johann Christian Poggendorff ideò una pila in cui gli elettrodi, costituiti da zinco e carbone, erano immersi in una soluzione acquosa contenente ossido di cromo(VI) (CrO3) e acido solforico; tale pila fu migliorata nel 1856 da Grenet (per cui venne chiamata "pila Poggendorff-Grenet") e fu utilizzata spesso in laboratorio, in quanto aveva il vantaggio di non rilasciare sostanze gassose.
Nel 1847 Massimiliano di Leuchtenberg eseguì la prima esperienza in laboratorio di raffinazione elettrolitica del rame
Nel 1853 Johann Wilhelm Hittorf definì il numero di trasporto, partendo dalla constatazione che gli ioni all'interno di un elettrolita si muovono a velocità differenti. Tale constatazione permise ad Hittorf nel 1869 di elaborare le leggi che regolano il fenomeno della migrazione degli ioni.
Nel 1859 fu realizzato dal fisico francese Gaston Planté il primo accumulatore elettrico, utilizzando elettrodi di piombo. L'efficienza dell'accumulatore di Planté fu aumentata nel 1881 da Camille Alphonse Faure, il quale sostituì gli elettrodi di piombo con una pasta di ossido di piombo.
Al 1864 risalgono le prime esperienze sull'elettrogravimetria da parte di Wolcott Gibbs.
Nel 1865 da James Elkington brevettò il processo industriale di raffinazione del rame; cinque anni dopo (nel 1870) venne inaugurato il primo impianto di raffinazione elettrolitica del rame, a Pembrey (nel Galles).

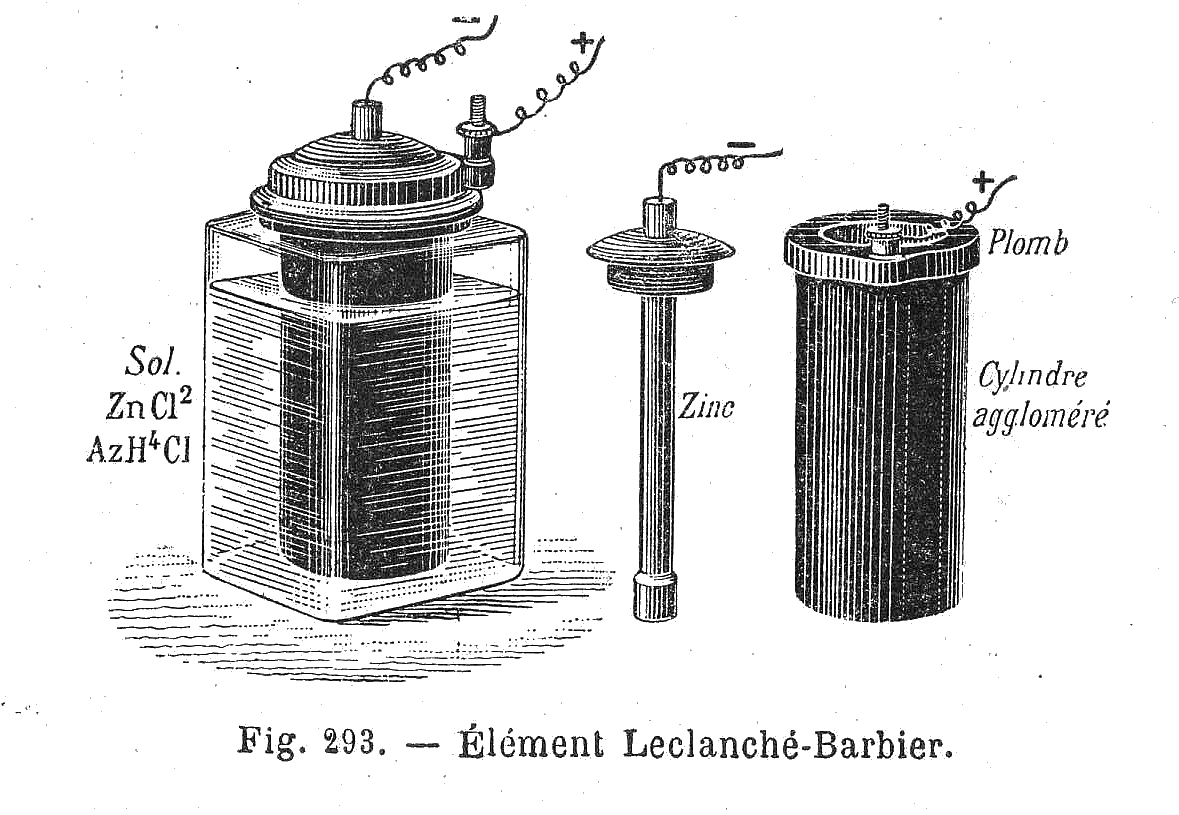
Pila Leclanché

Nel 1866 Georges Leclanché inventò e brevettò quella che somigliava ad una "pila a secco", detta pila Leclanché (in cui era presente una soluzione elettrolitica ancora acquosa, per cui non poteva definirsi propriamente "pila a secco"); la pila Leclanché era costituita da un catodo di carbone circondato da una pasta di biossido di manganese e un anodo di zinco; tali elettrodi erano immersi in una soluzione a base di cloruro di ammonio.
Circa venti anni dopo, nel 1887, Carl Gassner brevettò una pila in cui era presente una pasta elettrolita e non più una soluzione acquosa, per cui poteva definirsi a tutti gli effetti "pila a secco". Sebbene la pila di Leclanché e la pila di Gassner siano erroneamente citate da alcuni come le prime pile a secco, in realtà già nel 1812 Giuseppe Zamboni realizzò una pila a secco a biossido di manganese, prendendo a sua volta spunto da Deluc, che costruì la prima pila a secco nel 1809.
Nel 1872 Josiah Latimer Clark inventa la cella Clark, che è stata utilizzata come cella di riferimento per misurare la forza elettromotrice. A Clark si deve anche l'introduzione del volt come unità di misura della forza elettromotrice.

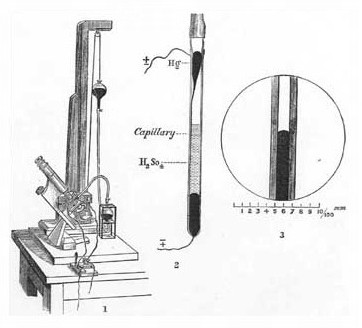
Elettrometro di Lippmann

Nel 1873 Gabriel Lippmann inventa un particolare elettrometro a capillare, chiamato elettrometro di Lippmann, che fu utilizzato nella prima apparecchiatura per il tracciamento dell'elettrocardiogramma.
Nel 1879 Hermann von Helmholtz inventa l'elettrodo a goccia di mercurio (o DME, dall'inglese Dropping Mercury Electrode). Qualche anno più tardi (nel 1881) Helmholtz, assieme al suo assistente W. Giese, inventò l'elettrodo a vetro, che fu successivamente utilizzato da altri studiosi per svolgere misurazioni sul pH (F. Haber e Z. Klemensiewicz, 1909).
Nel 1884 Svante August Arrhenius pubblicò i suoi studi riguardanti la dissociazione delle soluzioni elettrolitiche.

Schema di un forno Héroult per la produzione dell'alluminio.

Al 1886 risale l'attuale processo di produzione dell'alluminio su scala industriale, detto "processo di Hall-Héroult" (dai nomi degli inventori Paul-Louis-Toussaint Héroult e Charles Martin Hall, che lo realizzarono in maniera indipendente e simultanea); tale processo permette di ottenere alluminio puro per via elettrolitica a partire dal suo minerale (allumina), sciogliendo il minerale in un bagno di criolite fusa. Il primo impianto industriale per la produzione di alluminio fu inaugurato a Pittsburgh nel 1888.
Il processo di Hall-Héroult soppiantò subito il precedente processo di produzione dell'alluminio, messo a punto dal chimico Hamilton Castner. Nel processo di Castner l'alluminio era prodotto facendo reagire sodio e cloruro di alluminio.
Nel 1888 Walther Hermann Nernst formulò un'equazione per determinare la dipendenza del potenziale di elettrodo dalla temperatura e dalla concentrazione delle specie chimiche all'interno della cella elettrochimica; tale equazione è detta appunto "equazione di Nernst". Nello stesso anno Wilhelm Ostwald stabilì la relazione (detta "legge di Ostwald") che intercorre tra la conduttività ionica e il grado di dissociazione.
Nel 1889 Ludwig Mond e Charles Langer coniano il termine "cella a combustibile" e realizzano una cella a combustibile con elettrodi di platino. La necessità di utilizzare elettrodi in platino rendeva comunque le pile a combustibile ancora antieconomiche.

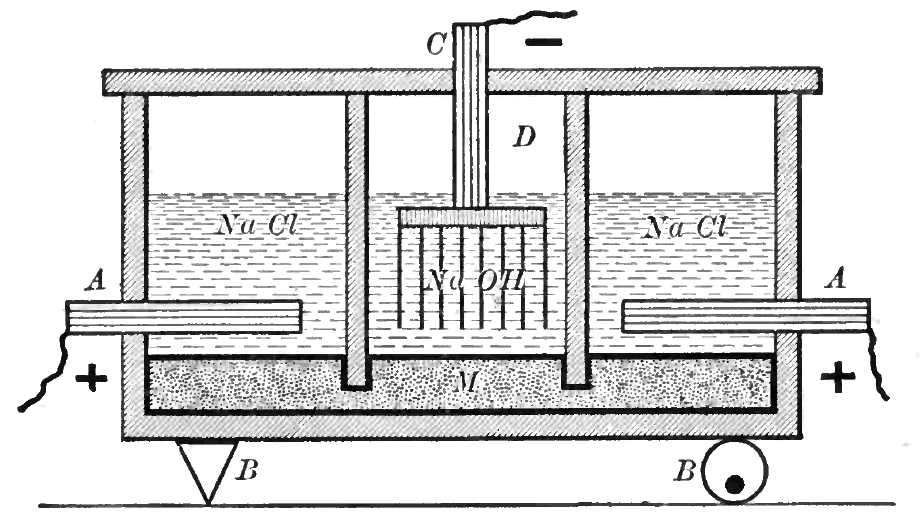
Schema di una cella a mercurio utilizzata nel processo cloro-soda

Intorno al 1890 Hamilton Castner e Karl Kellner inventarono un processo per ottenere cloro e idrossido di sodio a partire da cloruro di sodio. Nel 1895 fondarono la Castner–Kellner Alkali Co. e nel 1897 viene costruito a Runcorn (in Inghilterra) un impianto che sfruttava il processo di Castner–Kellner per ottenere materie prime per la produzione di ipoclorito di calcio.

Il "processo Castner-Kellner" faceva comunque uso di celle a mercurio, per cui fu gradualmente soppiantato da altre tecnologie basate su celle a membrana o celle a diaframma, entrambe introdotte dalla società Chemische Fabrik Greisheim-Elektron.

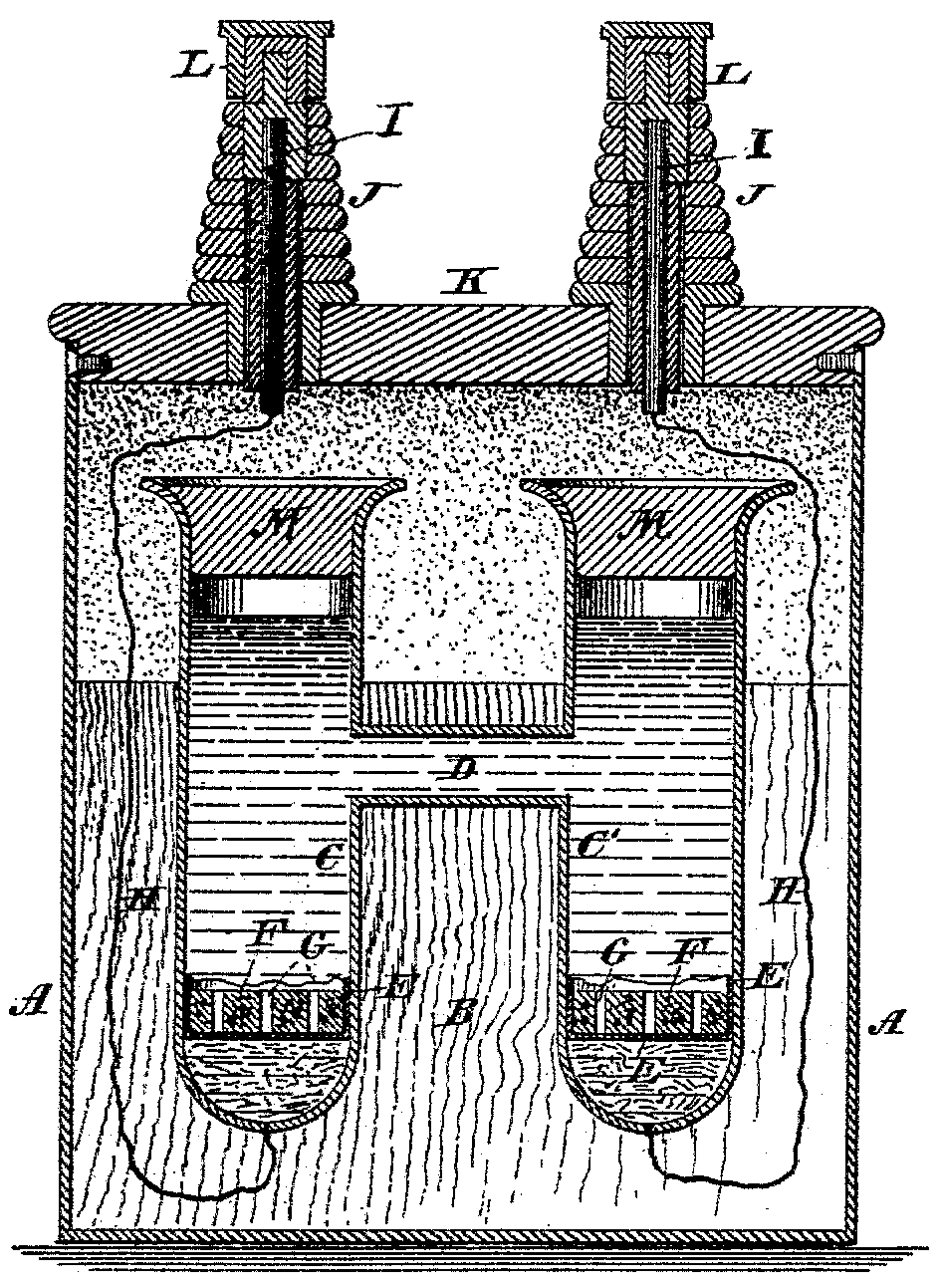
Disegno originale della pila Weston del 1893.

Nel 1893 venne ideata la pila Weston da Edward Weston. La pila Weston era una pila a umido di riferimento, utilizzata in laboratorio per la calibrazioni di strumenti di misura quali i voltmetri e i potenziometri ed è stata utilizzata come standard internazionale di differenza di potenziale dal 1911 al 1990. La pila Weston era preferita alla pila di Clark in quanto era meno sensibile alla variazione di temperatura e inoltre aveva il vantaggio di presentare un potenziale di cella prossimo a 1 volt (per l'esattezza 1,0183 V). Nonostante tali vantaggi, a partire dal 1911 è stata bandita a causa del suo elevato contenuto di mercurio e cadmio, entrambi tossici.
Tra il 1893 e il 1900 vengono compiuti notevoli sviluppi nell'ambito delle titolazioni di natura elettroanalitica. In questi anni infatti vennero introdotte diverse tecniche di titolazione, tra cui: titolazione per precipitazione potenziometrica (R. Behrend, 1893), titolazione acido-base potenziometrica (E. Salomon, 1897), titolazione di ossidoriduzione potenziometrica (F. Crotogino, 1900), titolazione conduttimetrica (F.W. Küster e M. Grüters, 1903).
Nel 1898 Fritz Haber osservò che i prodotti di un processo elettrochimico possono variare modificando la tensione impartita ai morsetti della cella. Inoltre Haber, assieme a Cremer, mise a punto il primo elettrodo a vetro.
Al 1899 risale l'invenzione della pila al nichel-cadmio, da parte di Waldemar Jungner, al quale si deve inoltre l'invenzione della pila argento-cadmio e della pila al nichel-ferro, successivamente migliorata da Thomas Edison (nel 1901).

## Gli sviluppi nel '900
Nel 1900 Friedrich Kohlrausch formulò la legge dell'indipendente mobilità degli ioni. Kohlrausch fu inoltre il primo scienziato a usare la corrente alternata per lo svolgimento degli esperimenti sulle celle elettrochimiche; grazie all'utilizzo della corrente alternata riuscì a ottenere misure più precise durante i suoi esperimenti, in quanto la corrente alternata evitava la formazione sulla superficie degli elettrodi di film costituiti da prodotti di decomposizione.
Nel 1902 venne fondata l'American Electrochemical Society, che successivamente (nel 1930) assunse il nome di Electrochemical Society.
Nel 1905 il chimico tedesco Julius Tafel pubblicò un articolo sulla rivista Zeitschrift fur physikalische Chemie, dove descrisse la relazione la velocità di una reazione elettrochimica alla sovratensione, valida nel caso di sovratensioni elevate e conosciuta come "legge di Tafel". A Tafel si edve inoltre l'invenzione del voltametro a idrogeno, utilizzato per misurare la velocità delle reazioni elettrochimiche.
Al 1911 risalgono gli studi di Frederick Donnan sull'equilibrio delle celle galvaniche in presenza di una membrana semipermeabile che separi le due semicelle; egli evidenziò che tale membrana, ostacolando il passaggio di alcune specie ioniche, riesce a garantire l'elettroneutralità della soluzione elettrolitica.

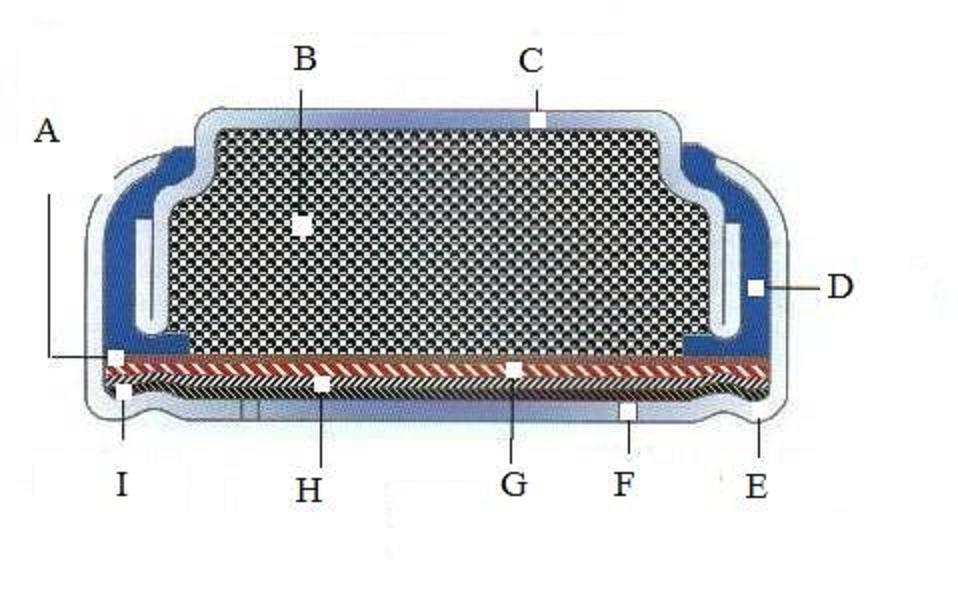
Schema di una pila zinco-aria a bottone.

Nel 1914 venne ideata la pila zinco-aria dal francese Charles Féry. Nelle pile zinco-aria si ha l'ossidazione dello zinco all'anodo e la riduzione dell'ossigeno al catodo; tali pile garantiscono un potenziale di cella teorico di 1,65 V.

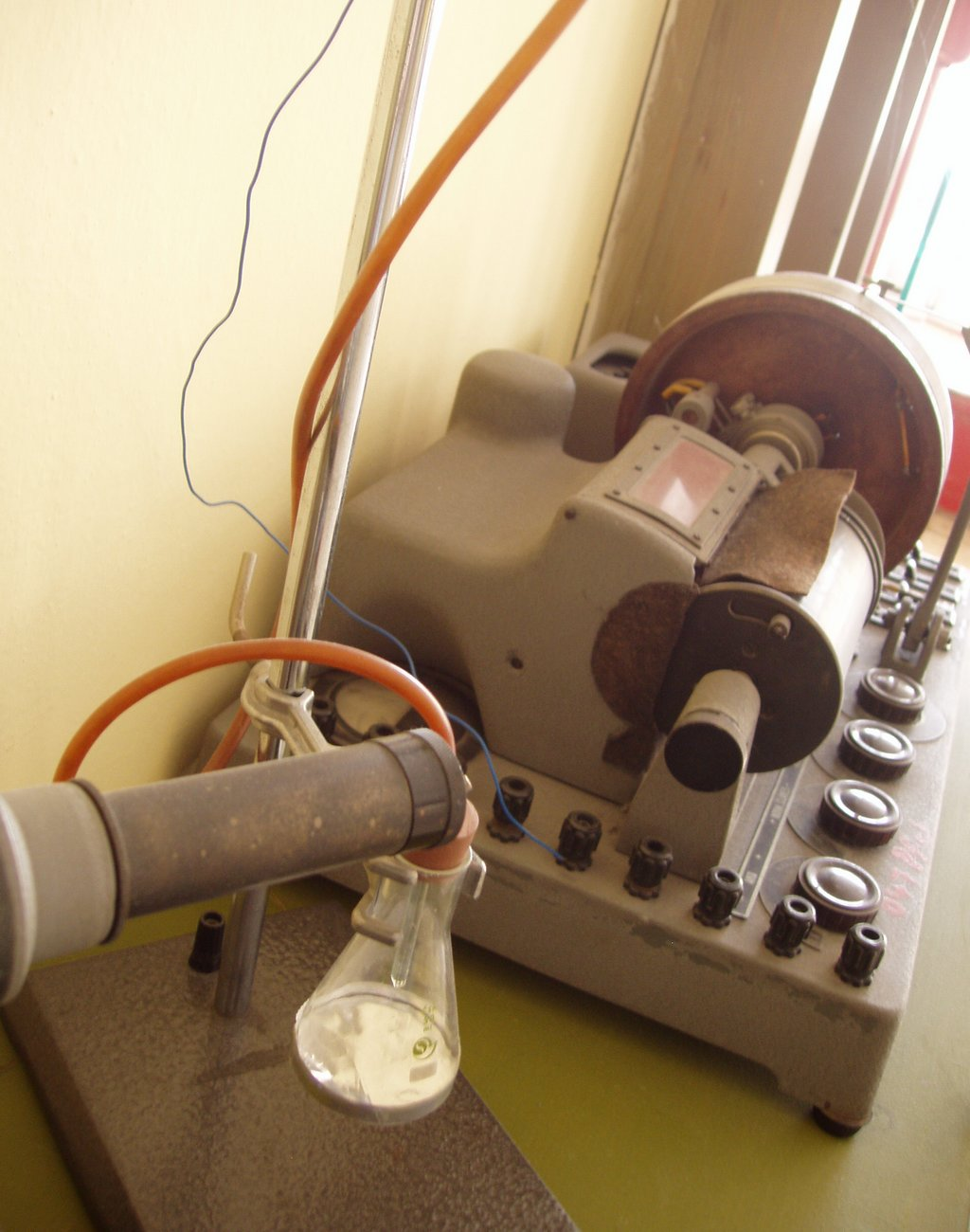
Polarografo di Heyrovský

Nel 1922 Jaroslav Heyrovský inventò l'elettrodo a goccia di mercurio e mise a punto il primo polarografo, uno strumento con il quale è possibile misurare la concentrazione di specie ioniche disciolte in soluzione a partire dalla corrente circolata nella cella. Le sue ricerche nell'ambito della polarografia gli valsero il premio Nobel per la chimica nel 1959.
Francis Thomas Bacon fu il primo ad utilizzare elettrolita alcalino nelle pile a combustibile, nel 1932. Bacon migliorò la tecnologia delle pile a combustibile alcaline (AFC), finché nel 1959 non mise a punto un sistema AFC che erogava una potenza pari a 5 kW. A partire dall'invenzione di Bacon, Harry Karl Ihrig costruì che potevano essere montate su veicoli di diverso tipo (trattori agricoli, carrelli elevatori, golf cart e sommergibili). Le pile a combustibile di Bacon vennero utilizzate successivamente anche dal programma Apollo.
Nel 1934 il fisico slovacco Dionýz Ilkovič, assistente di Heyrovsky, formulò la cosiddetta equazione di Ilkovič (utilizzata in polarografia), che mette in relazione la corrente di diffusione con la concentrazione della specie elettroattiva.
Nel 1937 venne ideata una pila a elettrolita solido da Emil Baur e H. Preis. Tali ricerche vennero riprese dallo scienziato armeno Oganes K. Davtyan, che nel 1946 ne propose una versione modificata, utilizzando come elettrolita una miscela di monazite, carbonato di sodio, triossido di tungsteno e vetro al sodio.
Nel 1937 il biochimico svedese Arne Tiselius inventò il primo dispositivo per svolgere l'elettroforesi; grazie alle sue ricerche sull'elettroforesi delle proteine, Arne Tiselius vinse il Premio Nobel per la chimica nel 1948.
Nel 1938 si ebbe una svolta determinante nell'ambito della cinetica della corrosione dei materiali metallici, grazie agli studi di Von Carl Wagner e Wilhelm Traud, ai quali si deve l'introduzione dei diagrammi di Wagner-Traud.

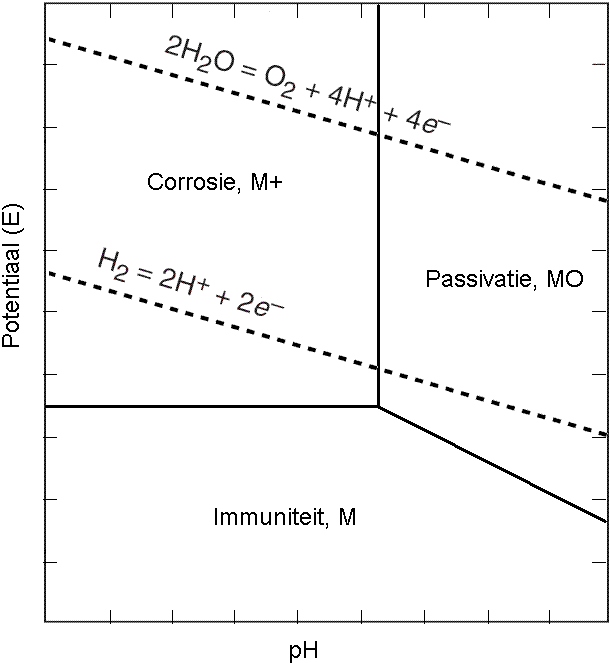
Un esempio di diagramma di Pourbaix indicante le condizioni di stabilità di un materiale metallico.

Agli studi di Wagner e Traud seguì nel 1945 l'introduzione dei "diagrammi potenziale-pH" (detti "diagrammi di Pourbaix") da parte del chimico Marcel Pourbaix e dei "diagrammi di Evans" da parte di Ulick Richardson Evans. I diagrammi di Pourbaix sono utili a definire le condizioni di temperatura e pH per le quali ha luogo la corrosione, mentre dai diagrammi di Evans si possono ricavare informazioni riguardanti la velocità di corrosione e l'insorgenza di condizioni di passivazione.
Nel 1942 venne ideata la batteria a mercurio da Samuel Ruben (fondatore della Duracell, assieme a Philip Rogers Mallory); la commercializzazione di tale pila ebbe inizio nel 1957, sotto il nome di "pila Ruben-Mallory". A causa della tossicità del mercurio, a partire dal 1990 ne fu vietata la produzione. A Samuel Ruben si deve inoltre l'ideazione della pila all'ossido di argento, nel 1950.
Nel 1943 Carl Wagner contribuì alla nascita della ionica dello stato solido, studiando i meccanismi di trasporto per conduzione degli ioni all'interno dei cristalli di zirconia sottoposta a drogaggio.
Nel 1949 venne fondato il Comiteé International de Cinetique et de Thermodynamique Electrochimique (CITCE) ad opera di diversi scienziati europei, tra cui: Marcel Pourbaix, Pierre Van Rysselberghe, G. Valensi, N. Ibl, T.P. Hoar e J. O'M. Bockris. Più tardi (nel 1971) il nome della società venne modificato nell'attuale International Society of Electrochemistry (ISE).
Nel corso degli anni cinquanta venne ideata la batteria alcalina da Lewis Urry. Negli stessi anni Paul Delahay sviluppò la tecnica della cronopotenziometria e John Alfred Valentine Butler insieme a Max Volmer formularono l'equazione di Butler-Volmer.
Nel 1952 Hans Wenking mise a punto il primo potenziostato, utilizzato inizialmente per svolgere studi sulla corrosione.
Alla fine degli anni '50 Wiktor Kemula inventò l'elettrodo a goccia pendente di mercurio (o HMDE, dall'inglese Hanging Mercury Drop Electrode), utilizzato nell'ambito della chimica elettroanalitica.
Negli anni sessanta nacque l'elettrochimica quantistica, grazie alle ricerche del chimico georgiano Revaz Dogonadze.

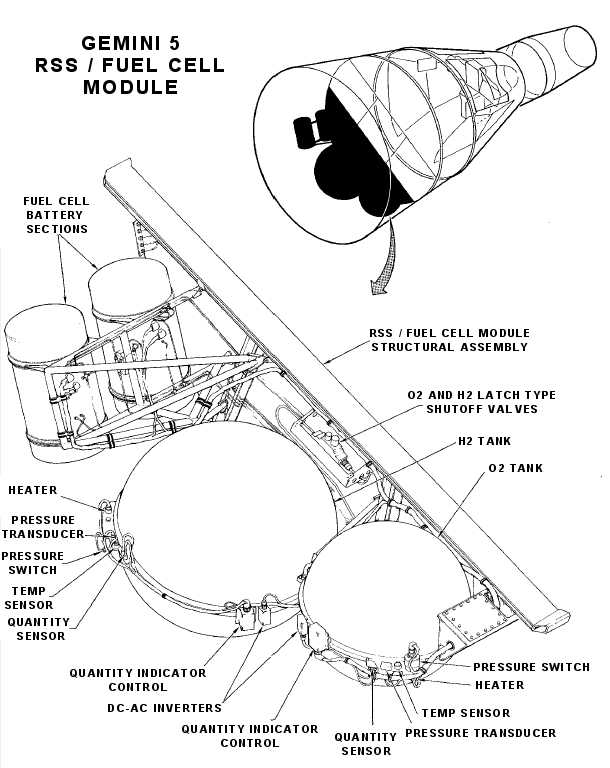
Schema della navicella Gemini 5 indicante la posizione delle celle a combustibile.

Nella prima metà degli anni sessanta la General Electric produsse un sistema che aveva il fine di generare energia elettrica basato sulle celle a combustibile, destinato alle navicelle spaziali Gemini ed Apollo della NASA. Tale sistema, messo a punto da Willard Thomas Grubb e Leonard Niedrach, adottava pile a combustibile con membrana a scambio protonico (PEMFC) e venne installato nel 1962 su una navicella Gemini: era la prima volta che le celle a combustibile venivano utilizzate su un veicolo spaziale. Tale sistema, oltre a produrre energia elettrica, aveva lo scopo di produrre acqua potabile per gli astronauti. Nel 1968 le celle a combustibile alcaline vennero utilizzate nell'ambito dell'Apollo 7, e più tardi (nel 1981) furono utilizzate anche sullo Space Shuttle.
Tra il 1960 e il 1961 Heinz Gerischer svolse delle ricerche con le quali dimostrò che il trasporto degli elettroni attraverso l'interfaccia elettrodo-elettrolita avviene grazie all'effetto tunnel.
Nel 1962 venne ideata la prima pila alluminio-aria da Solomon Zaromb.
Nel 1970 vennero realizzate le prime batterie non ricaricabili al litio da compagnie americane e giapponesi.
Spinte dalla crisi petrolifera, negli anni settanta molte aziende produssero dei prototipi di veicoli alimentati con celle a combustibile. In questi anni si ebbe un notevole incremento delle prestazioni delle celle a combustibile, in particolare celle a combustibile a metanolo diretto (DMFC), celle a combustibile con membrana a scambio protonico (PEMFC), celle a combustibile all'acido fosforico e celle a combustibile a carbonati fusi (MCFC).